# 12167 Olivermüller
12167 Olivermüller eller 4306 T-2 är en asteroid i huvudbältet som upptäcktes den 29 september 1973 av den nederländsk-amerikanske astronomen Tom Gehrels och det nederländska astronomparet Ingrid van Houten-Groeneveld och Cornelis Johannes van Houten vid Palomarobservatoriet. Den är uppkallad efter Oliver Müller.
Asteroiden har en diameter på ungefär 4 kilometer.